# Jan Gliński (1937–1996)
Jan Gliński (ur. 1 listopada 1937 w Sielewcach, zm. 25 stycznia 1996 w Opolu) – polski inżynier górnictwa i geologii inżynierskiej, specjalizujący się w robotach ziemnych i ich mechanizacji oraz surowcach mineralnych; nauczyciel akademicki związany z uczelniami we Wrocławiu i Opolu.

## Życiorys

### Młodość i wykształcenie
Urodził się w 1937 roku w Sielewcach, na Wileńszczyźnie. W czasie II wojny światowej został zesłany przez władze radzieckie na Sybir do Irkucka. Ukończył tam szkołę elementarną i średnią. Następnie podjął pracę w kopalni Irkuckiego Zagłębia Węglowego. W ramach repatriacji przybył do Wałbrzycha wraz ze swoim ojcem na początku 1958 roku i rozpoczął pracę w kopalni „Victoria”. Niedługo potem rozpoczął studia na Wydziale Górniczym Akademii Górniczo-Hutniczej w Krakowie, a w czasie wakacji i urlopu dziekańskiego pracował w kopalniach węgla kamiennego. 

### Działalność po ukończeniu studiów
Po ukończeniu studiów w 1964 roku podjął pracę w Świerczańskich Kamieniołomach Drogowych, na stanowisku kierownika Działu Górniczego, gdzie zajmował się głównie eksploatacją złóż i maszyn w podległych zakładach górniczych. Przeprowadzone w tym czasie obserwacje oraz zebrane materiały stały się podstawą do otwarcia przewodu doktorskiego. Przez kolejne lata pracował w COBPGO-Poltegor we Wrocławiu, zajmując się głównie techniką urabiania skał. Pracę tę łączył z wykładami na Politechnice Wrocławskiej. Stopień naukowy doktora nauk technicznych uzyskał w 1971 roku na macierzystej uczelni. W 1972 roku objął stanowisko docenta w Instytucie Górnictwa Politechniki Wrocławskiej. Pracę badawczą skupił wokół zagadnień fizycznych własności skał, techniki urabiania i eksploatacji złóż oraz eksploatacji maszyn. W 1975 roku uzyskał tam stopień naukowy doktora habilitowanego, na podstawie rozprawy pt. Metoda prognozowania efektów urabiania skał techniką strzałową w górnictwie odkrywkowym.

### Praca w opolskiej WSI
Z opolską uczelnią techniczną związał się w 1976 roku, kiedy to objął stanowisko docenta, kierując Zakładem Maszyn Roboczych Ciężkich w Instytucie Budowy Maszyn. W latach 1979–1981 i 1984–1987 pełnił funkcję dziekana Instytutu Inżynierii Lądowej Wyższej Szkoły Inżynieryjnej w Opolu. W czasie jego kadencji obecny instytut ten (obecnie Wydział Budownictwa PO) uzyskał prawa doktoryzowania w zakresie nauk technicznych. W 1978 roku Jan Gliński otrzymał stanowisko profesora nadzwyczajnego, a w 1989 roku Rada Państwa nadała mu tytuł naukowy profesora nauk technicznych. Niedługo potem został mianowany profesorem zwyczajnym na opolskiej WSI. Kierował tam Katedrą Nauk o Ziemi na Wydziale Budownictwa, którą kierował do swojej śmierci w 1996 roku. Został pochowany na cmentarzu w Opolu-Półwsi.

## Dorobek naukowy i nagrody
Uchodził za cenionego i uznanego specjalistę w zakresie górnictwa odkrywkowego i surowców mineralnych. Jako pierwszy w kraju prowadził badania nad energochłonnością procesów wydobywczych maszyn urabiających. Jego ogromna wiedza geologiczna była wykorzystywana do rozwoju przemysłu surowców mineralnych na Opolszczyźnie. Był laureatem licznych nagród: resortowych, wojewody opolskiego, rektora. Ponadto odznaczony został Krzyżem Kawalerskim Orderu Odrodzenia Polski, Srebrnym Krzyżem Zasługi, Medalem Edukacji Narodowej, Medalem 40-lecia PRL, Zasłużonemu Opolszczyźnie, Za zasługi dla miasta Opola. Należał do trzech Komisji Polskiej Akademii Nauk w Oddziałach we Wrocławiu i Katowicach, biorąc czynny udział w ich pracach.
Profesor Gliński był promotorem 6 przewodów doktorskich, recenzentem kilkunastu prac doktorskich i habilitacyjnych, autorem 6 monografii oraz rozpraw naukowych, kilkudziesięciu publikacji i referatów wygłoszonych na konferencjach naukowych krajowych i zagranicznych.